# Jegličevke
Jegličevke (znanstveno ime Primulaceae)  so družina enoletnih rastlin ali zelnatih trajnic iz reda vresovcev. 

## Opis
Cvetovi jegličevk imajo pravilen cvet, ki ima praviloma pet čašnih in venčnih listov (le redko štiri ali več), pet prašnikov in nadraslo plodnico z enim vratom. 
Čašni in venčni listi so bolj ali manj zrasli. Prašniki stojijo pred venčnimi krpami (pri  sviščih in razhudnikih med njimi). Venček je proti dnu zožen v cevko, proti vrhu pa je trobentasto razširjen.
Listi so razporejeni v venček okoli stebla.

## Rodovi
- Androsace L. (syn. Douglasia, Vitaliana)
- Bryocarpum Hook. f. & Thomson
- Cortusa L.
- Dionysia Fenzl
- Dodecatheon L.
- Hottonia L.
- Kaufmannia Regel
- Omphalogramma (Franch.) Franch.
- Pomatosace Maxim.
- Primula L.
- Samolus L.
- Soldanella L.
- Stimpsonia C.Wright ex A.Gray

Naslednji rodovi so sicer uvrščeni v družino jegličevk, a bi po Källersjö et al. (2000) morali biti uvrščeni v družino Myrsinaceae:
- Anagallis L.
- Ardisiandra Hook. f.
- Asterolinon Hoffmans. & Link.
- Coris L.
- Cyclamen L.
- Glaux L.
- Lysimachia L.
- Pelletiera A. St.-Hil.
- Trientalis L.